# ده‌میان (کوهسرخ)
ده‌میان به گویش کوهسرخی: دِه مَیُ یا دِه مییَن روستایی از توابع بخش بررود شهرستان کوهسرخ در استان خراسان رضوی است و این روستا در دهستان تکاب قرار دارد. براساس سرشماری سال ۱۳۸۵ جمعیت آن ۸۴۳ نفر (۲۲۵ خانوار) بوده است.